# 융스트룀 터빈

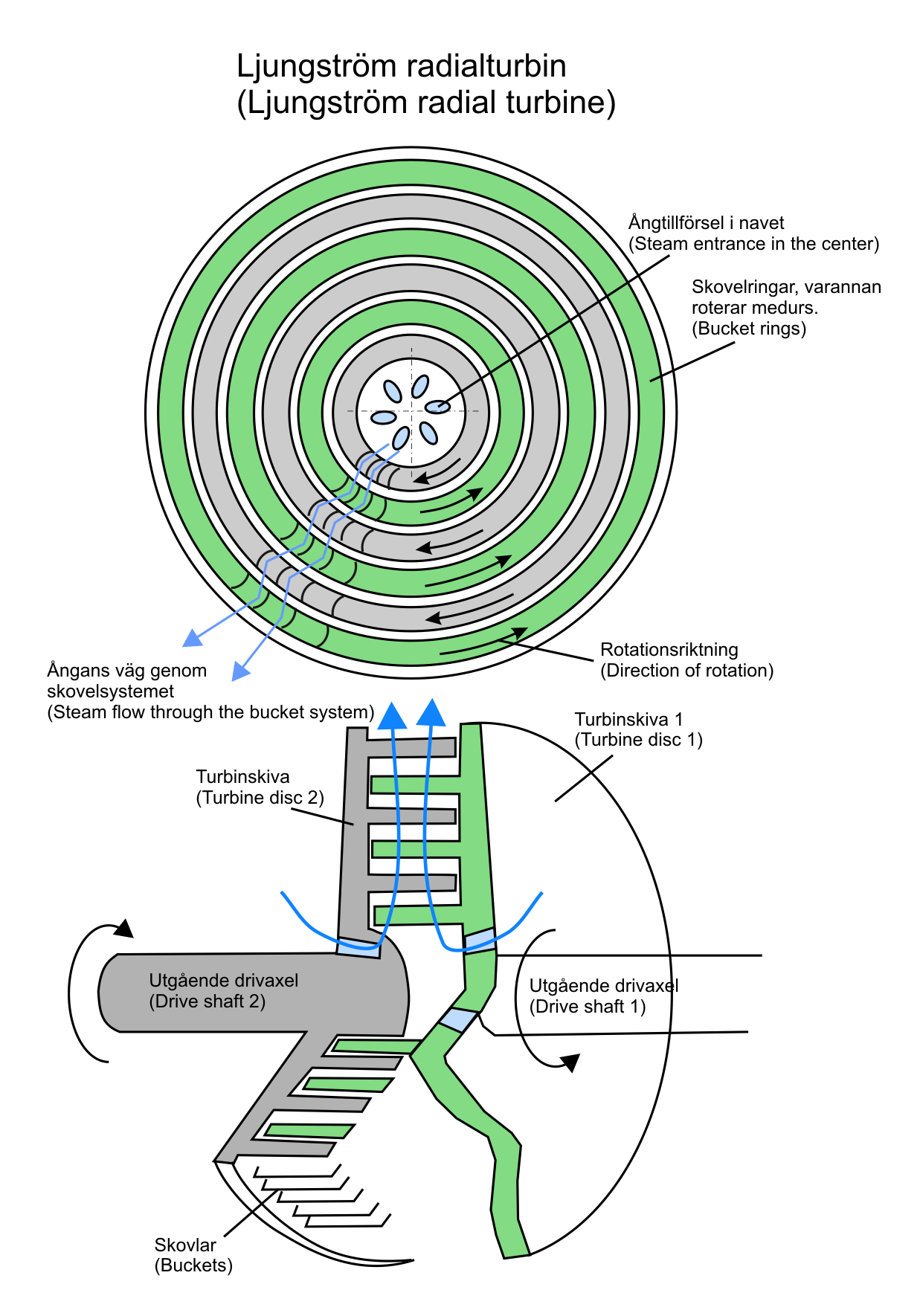

융스트룀 터빈(Ljungström turbine) 또는 복류반동터빈(輻流反動 turbine)은 스웨덴의 융스트룀(Ljungström) 형제(Birger Ljungström, Fredrik Ljungström)에 의하여 1908년 경에 발명된 터빈이다. 2개의 회전축에 각각 날개수레가 고정돼 있어, 증기는 중심으로 들어가고, 여기에서 축과 직각방향으로 방사상(放射狀)의 흐름이 되어 날개에 작용하고, 바깥둘레에서 복수기(復水器)로 배출된다. 두개의 날개수레는 서로 반대방향으로 동일한 속도로 회전하므로 상대속도는 절대속도의 2배로 된다. 따라서 날개열(列)을 적게 할 수가 있으며, 소형이 된다. 또 새어나가는 증기의 양이라든가, 전도(傳導)·복사(輻射)에 의한 열의 손실이 적고, 열효율이 높다.

## 같이 보기
- 안살도